# Xiaowu (kejsare)
Xiaowu, född 430, död 464, var en kinesisk monark. Han var kejsare av Liu Song mellan 454 och 464. 